# Ogólnopolski Konkurs Poetycki im. Michała Kajki
Ogólnopolski Konkurs Poetycki im. Michała Kajki – konkurs organizowany od 2005 przez Dom Kultury w Orzyszu i Muzeum Michała Kajki w Ogródku pod patronatem Burmistrza Orzysza i Dwumiesięcznika Literackiego Topos.

## I edycja (2005)
Jury: Krzysztof Kuczkowski (przewodniczący), Zbigniew Fałtynowicz, Wojciech Gawłowski, Karol Maliszewski oceniło 1194 wiersze 398 autorów.
Laureaci:
- I nagroda: Łukasz Jarosz
- II nagroda: Jacek Dehnel
- III nagroda: Jarosław Mariusz Gruzla
- nagroda rzeczowa: Janusz Koryl
- wyróżnienia: Robert Król, Bartosz Konstrat, Marzena Orczyk

Gala wręczenia nagród odbyła się 16 września 2005 w Orzyszu. Prowadził ja Piotr Szwedes, a wystąpili m.in. Hanna Banaszak i Mirosław Czyżykiewicz.

## II edycja (2006)
Jury: Krzysztof Kuczkowski, Przemysław Dakowicz, Marek Barański, Wojciech Gawłowski oceniło ponad 1300 wierszy.
Laureaci (kategoria powyżej 18 lat):
- I nagroda: Jerzy Fryckowski
- II nagroda: Mariusz Więcek
- III nagroda: Marcin Orliński

W kategorii poniżej 18 lat jednym z laureatów był Tomasz Pułka (II nagroda) a jurorami byli: Krzysztof Kuczkowski, Wojciech Kass i Zbigniew Fałtynowicz.
Gala wręczenia nagród odbyła się 5 sierpnia w Muzeum Michała Kajki w Ogródku. Wystąpili m.in.: Mirosław Czyżykiewicz, Jan Janga-Tomaszewski i Radosław Elis.

## III edycja (2007)
Jury: Krzysztof Kuczkowski (przewodniczący), Erwin Kruk, Wojciech Gawłowski, Stanisław Stabro oceniło 1320 wierszy 440 autorów.
Laureaci (kategoria powyżej 18 lat):
- I nagroda: Zofia Marduła
- II nagroda: Mateusz Jakub Faliński
- III nagroda: Paweł Szydeł
- wyróżnienia: Jarosław Jakubowski, Dariusz Adamowski

Gala wręczenia nagród odbyła się 27 września 2007.

## IV edycja (2008)
Jury: Krzysztof Kuczkowski (przewodniczący), Alicja Bykowska-Salczyńska, Wojciech Gawłowski, Wojciech Kass oceniło 465 zestawów wierszy.
Laureaci (kategoria powyżej 18 lat):
- I nagroda: Małgorzata Lebda
- II nagroda: Rafał Derda
- III nagroda: Agata Ludwikowska
- wyróżnienia: Natalia Kulig, Michał Murowaniecki, Robert Król

W kategorii poniżej 18 lat jednym z laureatów był Rafał Różewicz (II nagroda).
Gala wręczenia nagród odbyła się 9 sierpnia 2008 na scenie plenerowej przy Muzeum Michała Kajki w Ogródku. Podczas gali wystąpiła m.in. Anna Szałapak.

## V edycja (2009)
Jury: Krzysztof Kuczkowski (przewodniczący), Przemysław Dakowicz, Wojciech Gawłowski, Artur Fryz oceniło 738 wierszy 246 autorów.
Laureaci (kategoria powyżej 18 lat):
- I nagroda: Piotr Gajda
- II nagroda: Małgorzata Lebda
- III nagroda: Izabela Kawczyńska
- wyróżnienia: Agnieszka Smołucha, Agata Chmiel

Gala wręczenia nagród odbyła się 2 października 2009 w Orzyszu. Podczas gali wystąpiła m.in. Anna Chodakowska.

## VI edycja (2010)
Jury: Krzysztof Kuczkowski (przewodniczący), Tadeusz Dąbrowski, Wojciech Gawłowski, Paweł Szydeł
Laureaci (kategoria powyżej 18 lat):
- I nagroda: Anna Ludwikowska
- II nagroda: Karol Graczyk
- III nagroda: Paweł Podlipniak
- wyróżnienia: Czesław Markiewicz, Sławomir Płatek, Agnieszka Gadzińska-Grądkiewicz

W kategorii poniżej 18 lat I nagrodę zdobyła Urszula Kulbacka.
Gala wręczenia nagród odbyła się 24 września 2010 w Orzyszu. Podczas gali wystąpiła m.in. Adrianna Biedrzyńska.

## VII edycja (2011)
Jury: Krzysztof Kuczkowski (przewodniczący), Przemysław Dakowicz, Wojciech Gawłowski, Jarosław Jakubowski oceniło 1014 wierszy 338 autorów.
Laureaci (kategoria powyżej 18 lat):
- I nagroda: Łucja Dudzińska
- II nagroda: Hanna Dikta
- III nagroda: Agnieszka Tomczyszyn-Harasymowicz
- wyróżnienia: Dominik Żyburtowicz, Marta Kapelińska, Edyta Wysocka

Gala wręczenia nagród odbyła się 27 sierpnia 2011 w Orzyszu. Podczas gali wystąpił m.in. Mirosław Czyżykiewicz.

## VIII edycja (2012)
Jury: Krzysztof Kuczkowski (przewodniczący), Artur Fryz, Wojciech Gawłowski, Feliks Netz oceniło 320 zestawów wierszy.
Laureaci (kategoria powyżej 18 lat):
- I nagroda: Karol Mroziński
- II nagroda: Grzegorz Smoliński
- III nagroda: Janusz Koryl
- wyróżnienia: Dawid Jan Kujawa, Piotr Jemioło, Bogdan Furtak[9]

## IX edycja (2013)
Jury: Krzysztof Kuczkowski (przewodniczący), Janusz Drzewucki, Wojciech Gawłowski, Anna Nowaczyńska oceniło 1161 wierszy 387 autorów.
Laureaci (kategoria powyżej 18 lat):
- I nagroda: Paweł Podlipniak
- II nagroda: Marcin Cielecki
- III nagroda: Rafał Baron
- wyróżnienia: Jarosław Moser, Milena Rytelewska, Przemysław Janiszek[10]

## X edycja (2014)
Jury: Krzysztof Kuczkowski (przewodniczący), Przemysław Dakowicz, Janusz Drzewucki, Wojciech Gawłowski
Laureaci (kategoria powyżej 18 lat):
- I nagroda: Dawid Koteja
- II nagroda: Ida Sieciechowicz
- III nagroda: Jakub Rawski
- wyróżnienia: Mariusz Tenerowicz, Dominik Piotr Żyburtowicz, Paweł Kobylewski[11]

## XI edycja (2015)
Jury: Krzysztof Kuczkowski, Zbigniew Fałtynowicz, Wojciech Gawłowski, Bogdan Jaremin oceniło 166 zestawów wierszy.
Laureaci (kategoria powyżej 18 lat):
- I nagroda: Miłosz Anabell
- II nagroda: Janusz Koryl
- III nagroda: Bogumiła Jęcek
- wyróżnienia: Ewa Włodarska, Paulina Pidzik[12]

## XII edycja (2016)
Jury: Krzysztof Kuczkowski, Wojciech Gawłowski, Sławomir Matusz oceniło 176 zestawów wierszy.
Laureaci:
- I nagroda: Małgorzata Janiszewska
- II nagroda: Marcin Królikowski
- III nagroda: Piotr Piątek
- wyróżnienie: Agnieszka Marek[13]

## XIII edycja (2017)
Jury: Krzysztof Kuczkowski (przewodniczący), Wojciech Gawłowski, Wojciech Kass oceniło 212 zestawów wierszy.
Laureaci:
- I nagroda: Karol Mroziński
- II nagroda: Paulina Pidzik
- III nagroda: Karol Graczyk
- wyróżnienia: Aglaja Janczak, Anita Katarzyna Wiśniewska, Piotr Zemanek[14]

## XIV edycja (2018)
Jury: Dariusz Kulesza (przewodniczący), Jarosław Jakubowski, Artur Nowaczewski oceniło 209 zestawów wierszy.
Laureaci:
- I nagroda: Jerzy Fryckowski
- II nagroda: Jolanta Nawrot
- III nagroda: Paulina Cedlerska[15]

## XV edycja (2019)
Jury: Dariusz Kulesza (przewodniczący), Teresa Tomsia, Marek Zagańczyk oceniło 175 zestawów wierszy.
Laureaci:
- I nagroda: Zofia Piłasiewicz
- II nagroda: Barbara Gajewska
- III nagroda: Jakub Świdziniewski

- wyróżnienia: Anna Kobylińska, Piotr Rudzki, Alina Nowak, Tomasz Lorenc, Małgorzata Borzeszkowska, Bogumił Staszek, Antonina Tosiek, Violetta Pabisiak, Klaudia Hegemajer[16].

## XVI edycja (2020)
Jury: Zbigniew Chojnowski (przewodniczący), Zbigniew Fałtynowicz, Marek Zagańczyk oceniło 248 zestawów wierszy.
Laureaci:
- I nagroda: nie przyznano
- II nagroda: Martyna Pankiewicz-Piotrowska
- III nagroda: Aleksandra Onopiuk
- wyróżnienia: Grzegorz Baczewski, Aleksandra Jokiel, Aglaja Janczak[17]

## XVII edycja (2021)
Jury: Adrian Gleń (przewodniczący), Przemysław Dakowicz, Bartłomiej Siwiec oceniło 291 zestawów wierszy.
Laureaci:
- I nagroda: Jerzy Fryckowski
- II nagroda: Anna Piliszewska
- III nagroda: Katarzyna Zychla[18]

## XVIII edycja (2022)
Jury: Krzysztof Korotkich (przewodniczący), Teresa Radziewicz, Bartłomiej Siwiec oceniło 232 zestawy wierszy.
Laureaci:
- I nagroda: Ewelina Kuśka
- II nagroda: Zdzisław Drzewiecki
- III nagroda: Beata Kalińska
- wyróżnienia: Ewa Frączek, Barbara Wrońska, Monika Milczarek, Eliza Paś[19]

## XIX edycja (2023)
Jury: Joanna Chachuła (przewodnicząca), Janina Osewska, Agnieszka Herman oceniło 207 zestawów wierszy.
Laureaci:
- I nagroda: nie przyznano
- II nagroda: Marek Szewczyk
- III nagroda: Piotr Zemanek
- wyróżnienia: Katarzyna Drzewiecka, Maciej Anczyk, Jolanta Stelmasiak[20]

## XX edycja (2024)
Jury: Jakub Pacześniak (przewodniczący), Kamil Pilichiewicz, Igor Biełow oceniło 196 zestawów wierszy.
Laureaci:
- I nagroda: Paweł Zaremba
- II nagroda: Bogdan Nowicki
- III nagroda: Katarzyna Sioćko
- wyróżnienia: Mirosław Kowalski, Przemysław Jaźwiński, Luiza Wilczyńska, Janusz Pyziński[21]